# Van Gogh (1948)
Van Gogh ist ein französischer dokumentarischer Kurzfilm von Alain Resnais über das Leben und Wirken Vincent van Goghs aus dem Jahr 1948.

## Handlung

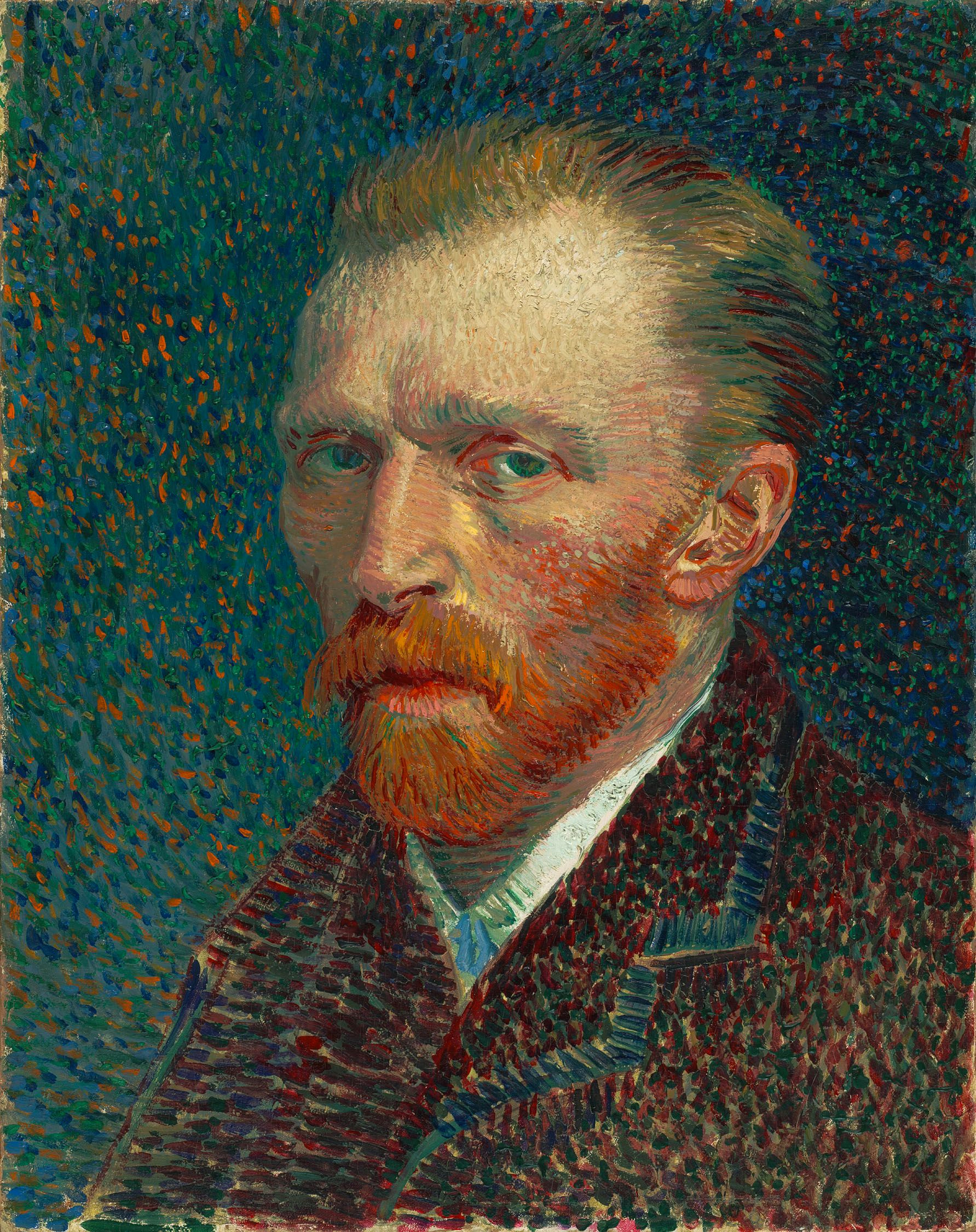
Ein im Film mehrfach gezeigtes Selbstbildnis (1887) Van Goghs

Anhand seiner Gemälde wird Vincent van Goghs Leben erzählt: Er wächst in einer ländlichen Gegend im Süden der Niederlande auf. Wie sich in seinen frühen Werken zeigt, wird er vor allem von der dortigen Natur und dem einfachen Leben der Bauern geprägt.
Eines Tages zieht er nach Paris, wo er unter anderem die Maler Henri de Toulouse-Lautrec und Paul Gauguin kennenlernt. Seine Malerei beginnt zu reifen, geht jedoch mit zunehmender Einsamkeit einher.
Daraufhin zieht es ihn erneut aufs Land, wo er die Sonne und die heiteren Farben des Südens sucht. In der Provence erschafft er zahlreiche Landschaftsbilder und knüpft neue Kontakte. In seinem Wohnort malt er Nachbarn und Freunde.
Das Malen wird für ihn zur Obsession, was schließlich darin gipfelt, dass er sich einen Teil seines Ohrs abschneidet. Später zieht er sich nach Auvers-sur-Oise zurück, wo er seine letzten Bilder malt und sich eine Kugel in die Brust schießt.

## Hintergrund
Der in Schwarzweiß gedrehte Kurzfilm wurde als einer der ersten dokumentarischen „Filme über Kunst“ von Regisseur Alain Resnais 1947 unter Mitwirkung von Gaston Diehl und Robert Hessens konzipiert und allein mit Aufnahmen von van Goghs Gemälden zusammengeschnitten, jedoch erst 1948 uraufgeführt. 1955 wurde Van Gogh zusammen mit Resnais’ Kunstfilmen Guernica und Toulouse-Lautrec unter dem Titel Drei Maler – drei Welten erneut veröffentlicht.

## Kritik
Dem Lexikon des internationalen Films zufolge gewinne die „Ausdruckskraft dieser Maler-Porträts […] noch durch wirkungsvolle Musik-Kulissen und sprachlich glänzende Begleittexte“. Regisseur Resnais setze „sich in seinen Betrachtungen mit der Zwangsläufigkeit der Erinnerung und ihrer Bedeutung für die Gegenwart auseinander, was später besonders seinen meisterhaften Dokumentarfilm Nacht und Nebel“ geprägt habe.

## Auszeichnungen
Bei der Oscarverleihung 1950 wurde der Film in der Kategorie Bester Kurzfilm mit dem Oscar ausgezeichnet.